# Cadmiumcarbonat
Cadmiumcarbonat ist eine chemische Verbindung aus der Gruppe der Carbonate.

## Vorkommen
Cadmiumcarbonat kommt natürlich in Form des Minerals Otavit und als Zink-Cadmium-carbonat Cadmiumsmithsonit (Zn,Cd)CO3 vor.

## Gewinnung und Darstellung
Cadmiumcarbonat kann durch Reaktion einer Cadmiumchlorid-Lösung mit Ammoniumcarbonat und anschließende Auflösung des entstehenden Niederschlags mit Ammoniak.
{\displaystyle \mathrm {CdCl_{2}+(NH_{4})_{2}CO_{3}+NH_{3}\longrightarrow [Cd(NH_{3})_{4}]CO_{3}+NH_{4}Cl} }
{\displaystyle \mathrm {[Cd(NH_{3})_{4}]CO_{3}\longrightarrow CdCO_{3}+4\ NH_{3}} }
Cadmiumcarbonat kann auch durch Reaktion einer Cadmiumchlorid-Lösung mit konzentrierter Salzsäure und Harnstoff gewonnen werden.
{\displaystyle \mathrm {CdCl_{2}+2\ HCl+3\ H_{2}O+2\ CO(NH_{2})_{2}\longrightarrow \ CdCO_{3}+4\ NH_{4}Cl+CO_{2}} }

## Eigenschaften
Cadmiumcarbonat ist ein nicht brennbarer, weißer geruchloser Feststoff der sich bei Temperaturen größer als 357 °C zersetzt, wobei Cadmiumoxid und Kohlendioxid entstehen. Es besitzt eine trigonale Kristallstruktur des Calcit-Typs mit der Raumgruppe R3c (Raumgruppen-Nr. 167)  und den Gitterparametern a = 4,920 und c = 16,298 Å.

## Verwendung
Cadmiumcarbonat wird zur Herstellung von Cadmiumoxid und anderen Cadmiumsalzen (wie den Pigmenten Cadmiumgelb und Cadmiumrot) verwendet.

## Sicherheitshinweise
Auf Vorschlag der schwedischen Chemikalienbehörde wurde 2015 die chemikalienrechtliche Einstufung von Cadmiumcarbonat überarbeitet. Der Ausschuss für Risikobewertung (RAC) der  Europäischen Chemikalienagentur (ECHA) hat am 4. Dezember die Einstufung für Cadmiumcarbonat wie folgt geändert: Cadmiumcarbonat wird als krebserzeugend Carc 1B, mutagen Muta 1B und STOT RE 1 eingestuft, die zusätzlichen Warnhinweise wurden festgelegt auf H340, H350 und H372 (Niere, Knochen).